# Maladera taurica
Maladera taurica är en skalbaggsart som beskrevs av Rudolph Petrovitz 1969. Maladera taurica ingår i släktet Maladera och familjen Melolonthidae. Inga underarter finns listade i Catalogue of Life.